# Conselleria d'Ocupació de la Junta d'Andalusia
La Conselleria d'Ocupació de la Junta d'Andalusia és la conselleria de la Junta d'Andalusia amb competències autonòmiques en matèria de treball i polítiques actives d'ocupació.
En la legislatura actual es denomina Conselleria d'Ocupació, Empresa i Comerç, integrant-se amb les competències empresarial i comercial. El seu actual conseller és José Sánchez Maldonado.

## Ens adscrits a la conselleria
- Servei Andalús d'Ocupació
- Fundació Andalusa Fons de Formació i Ocupació